# Leptochilus ornatulus
Leptochilus ornatulus är en stekelart som beskrevs av Gusenleitner 1977. Leptochilus ornatulus ingår i släktet Leptochilus och familjen Eumenidae. Inga underarter finns listade i Catalogue of Life.